# Base de soutien de la 3e Division du Canada Edmonton
La base de soutien de la 3e Division du Canada Edmonton (BS 3 Div C Edmonton) (en anglais : 3rd Canadian Division Support Base (3 CDSB)), communément appelée garnison Edmonton, est une base des Forces canadiennes située près d'Edmonton en Alberta. La BS 3 Div C Edmonton comprend également la garnison Wainwright située près de Wainwright également en Alberta. La base est gérée par le Groupe de soutien de la 3e Division du Canada qui fait partie de la 3e Division du Canada au sein de l'Armée canadienne. Le rôle de la base est de soutenir les unités des Forces armées canadiennes. Le site principal de la base est nommé casernement Steele en l'honneur de Sir Samuel Steele, l'un des fondateurs de la Police montée du Nord-Ouest.

## Description
La base comprend plusieurs sites dans la région d'Edmonton. Les Steele Barracks, traduisible par « Casernes de Steele », nommées en l'honneur de Sir Samuel Steele sont le principal site de la BFC Edmonton. Ce site couvre une superficie de 2 550 hectares dans la partie nord-est d'Edmonton dans le comté de Sturgeon. La garnison Steele Barracks comprend entre autres un gymnase, un aréna, un restaurant Tim Hortons et un club de golf et de curling.
Un second site situé dans la ville d'Edmonton même, les Griesbach Barracks, traduisible par « Casernes de Griesbach », nommées en l'honneur de Major-Général W.A. Griesbach, ancien maire d'Edmonton, occupe un peu plus de 600 acres. Ce dernier site abrite le quartier-général du secteur de l'Ouest de la Force terrestre.
Les Jefferson Armouries, traduisible par « Armureries Jefferson », nommées en l'honneur du Brigadier James Currie Jefferson sont situées dans la partie nord d'Edmonton et abritent des unités de la Première réserve ainsi que les locaux d'instruction de l'école régionale des instructeurs de cadets (Prairie). Les Debney Armouries, traduisible par « Armureries Debney », nommées en l'honneur du Lieutenant-Colonel Philip Debney sont situées dans la partie sud d'Edmonton et abritent d'autres unités de la Première réserve.
De plus, le HMCS Nonsuch, un navire canadien de Sa Majesté (NCSM), est une unité navale de la Première réserve située à Edmonton.

## Histoire
La première base militaire dans la région fut l'aérodrome Blatchford Field, nommé en l'honneur de Kenneth Blatchford, ancien maire d'Edmonton. L'aérodrome Blatchford Field était situé tout juste au sud où est présentement située la BFC Edmonton. Les opérations commencèrent à l'aérodrome Blatchford Field à l'occasion de la Première Guerre mondiale.

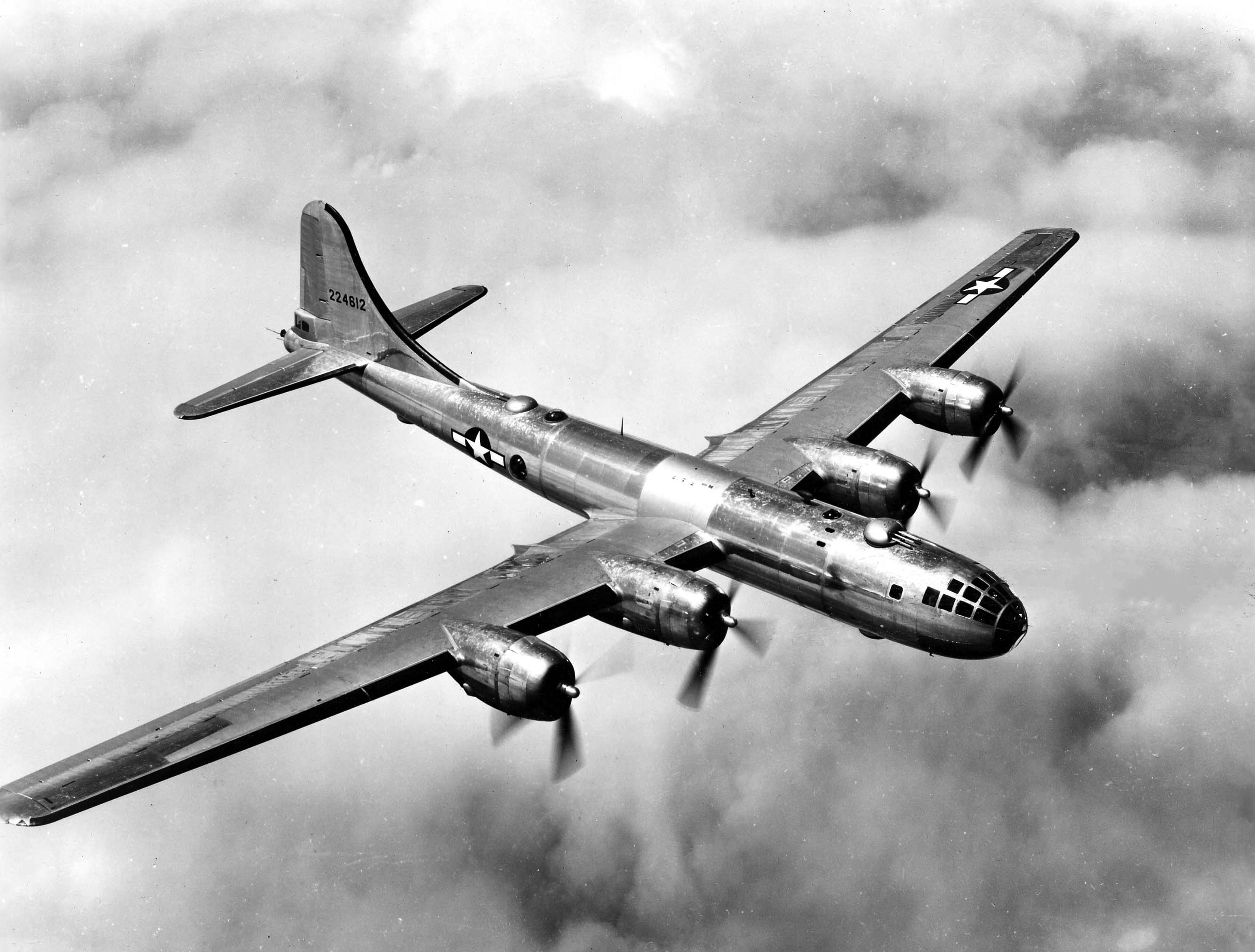
Un bombardier B-29 de l'USAAF.

Durant la Seconde Guerre mondiale, le 5 juillet 1940, l'aérodrome devint une station d'entraînement pour l'Aviation royale du Canada. Après la guerre, le 14 juillet 1944, la station fut renommée officiellement RCAF Station Edmonton. L'acronyme RCAF signifie Royal Canadian Air Force ou en français Aviation royale du Canada. Notamment, un détachement de bombardier B-29 de l'United States Army Air Forces (USAAF). Durant la guerre, l'aérodrome était très utilisé par les États-Unis pour la défense de l'Alaska. Cependant, l'aérodrome Blatchford Field ne pouvait pas être agrandi à cause de sa proximité avec la ville d'Edmonton. C'est pourquoi le gouvernement américain fit construire un autre aérodrome à Namao à 11 km au nord d'Edmonton. Le gouvernement canadien prit le contrôle de l'aérodrome de Namao après la guerre. Le 1er octobre 1955, tous les escadrons de la RCAF Station Edmonton déménagèrent à l'aérodrome de Namao qui devint la RCAF Station Namao et l'aérodrome Blatchord Field fut remis aux autorités municipales d'Edmonton.
Durant la guerre froide, la RCAF Station Namao fut utilisée par le Strategic Air Command (SAC), traduisible par « Commandement stratégique aérien, » des États-Unis. La station fut aussi utilisée pour des vols d'aide humanitaire de l'Organisation des Nations unies (ONU) en direction de la Bosnie-Herzégovine de l'Éthiopie et de la Somalie.

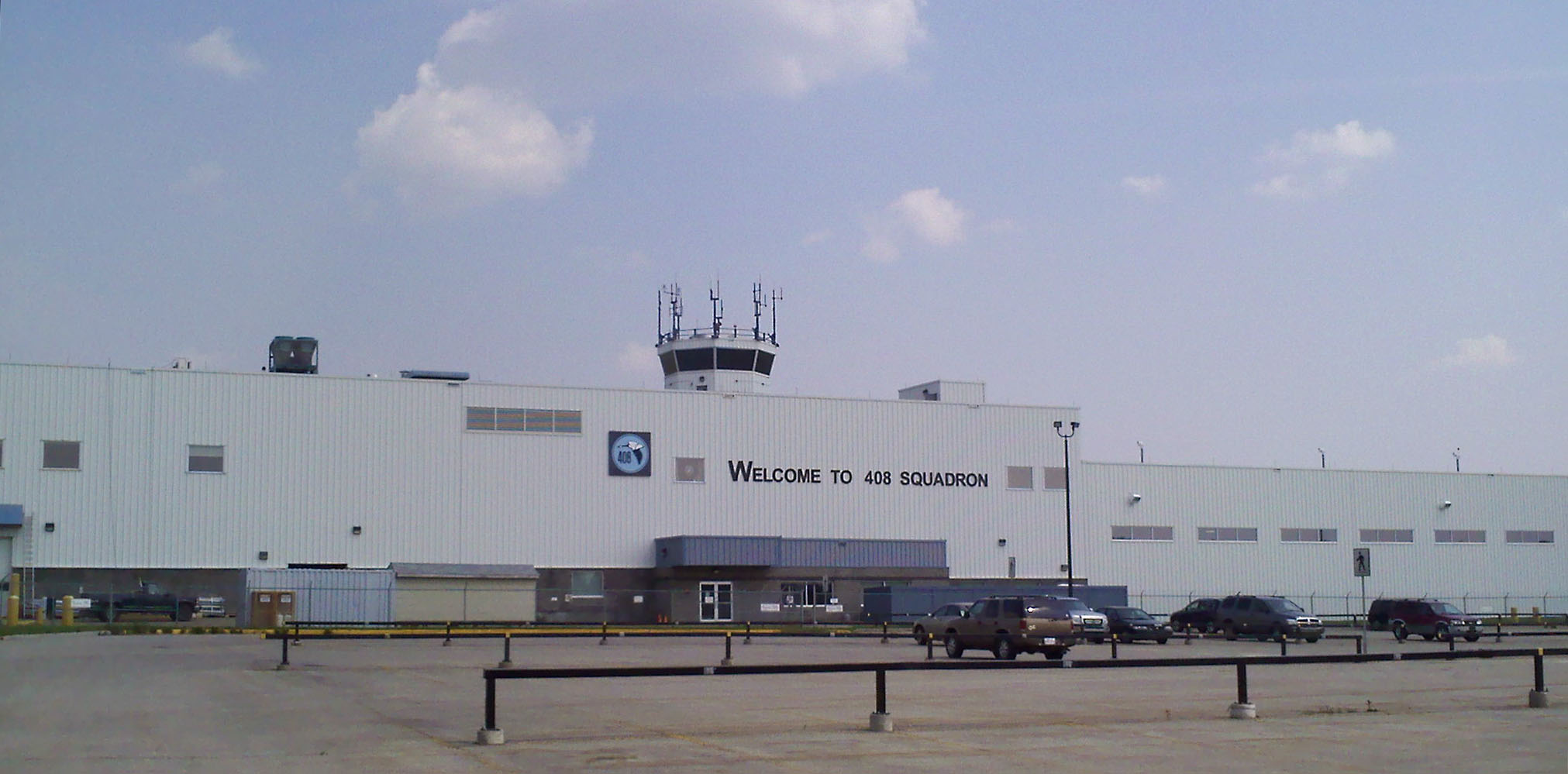
408e Escadron tactique d'hélicoptères.

Lors de l'amalgamation des forces armées canadiennes en 1968, la RCAF Station Namao devint la Base des Forces canadiennes (BFC) Edmonton (Parc Lancaster) et fut placé sous le Commandement du transport aérien puis le Commandement aérien. Les unités de la force aérienne stationnées à la BFC Edmonton comprenaient le 408 Tactical Helicopter Squadron, le 418 « City of Edmonton » Air Reserve Squadron, le 435 Transport Squadron, le 440 Transport and Rescue Squadron et le 447 Transport Helicopter Squadron. Avec la formation des escadres de la force aérienne dans les années 1990, la BFC Edmonton devint la 18 Wing, traduisible par « 18e Escadre ».
En 1994, la BFC Edmonton fut transférée à l'armée de terre et la BFC Edmonton (Parc Lancaster) ainsi que la 18 Wing furent renommées en simplement BFC Edmonton.
La Base de soutien de la 3e Division du Canada Edmonton a entre autres participé aux missions suivantes dans les années 1990 et 2000 :
- Assistance locale à la suite de l'inondation causée par le débordement de la rivière Rouge, au Manitoba, en avril 1997[6]
- Opération Anaconda[7]
- L'opération Peregrine[8]
- Opération Unifier en 2015 - 2016[9],[10],[11],[12]
- Opération Reassurance en août 2016[13],[14]

En 2010-2011 le Gouvernement du Canada a annoncé la construction de nouvelles installations pour des membres visitant les Forces armées canadiennes en formation à la Base de soutien de la 3e Division Edmonton (BS 3 Div C).

## Opérations

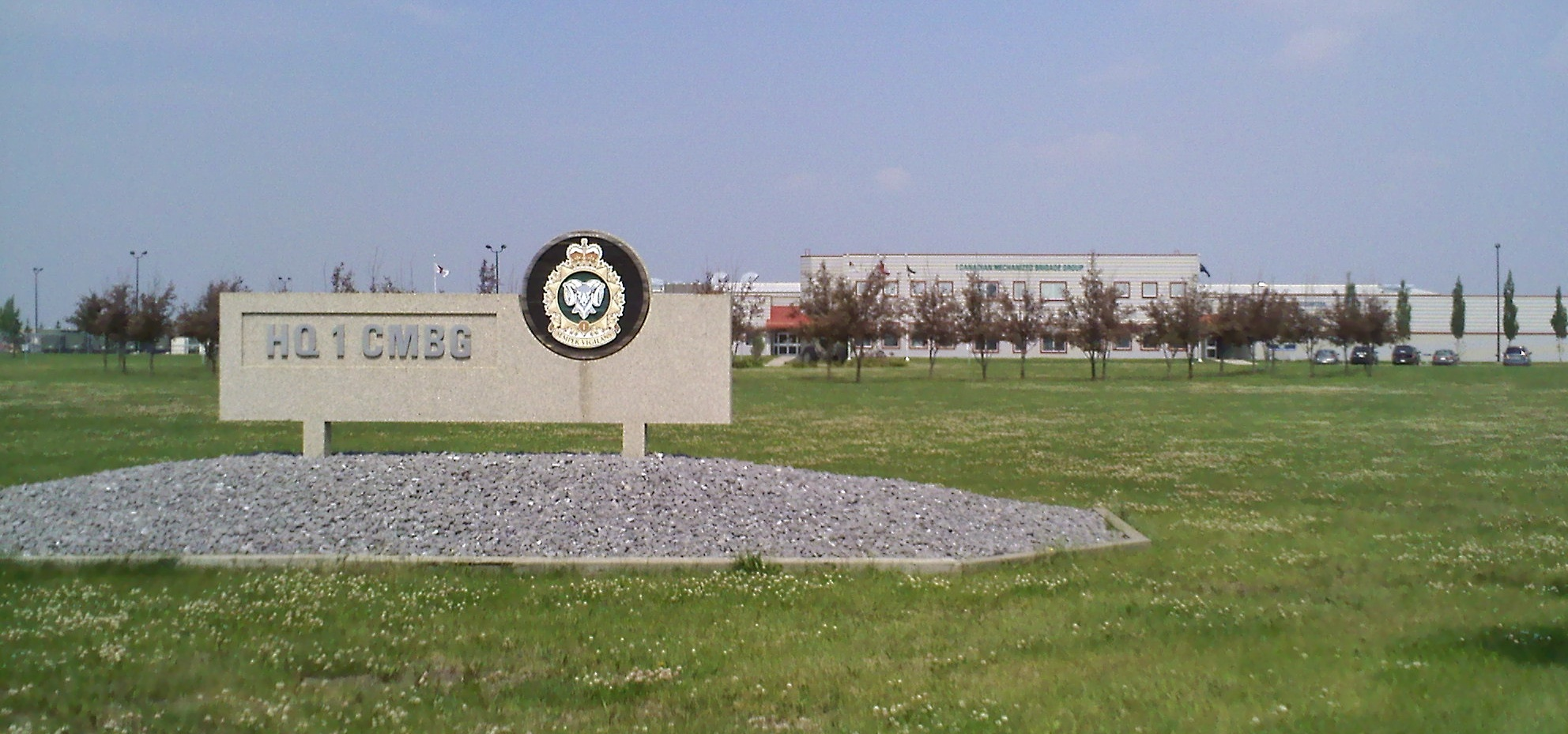
1er Groupe-brigade mécanisé du Canada.

La base abrite le quartier-général du secteur de l'Ouest de la Force terrestre, la plus haute autorité militaire dans l'Ouest du Canada, ainsi que le 1er Groupe-brigade mécanisé du Canada, le seul groupe-brigade de la force régulière dans la région.
L'ASU Edmonton est responsable des infrastructures et du support pour 47 unités situées dans et autour de la BFC Edmonton. Son quartier-général est situé dans la BFC Edmonton. Elle supporte également des unités situées dans les Territoires du Nord-Ouest et au Yukon. Elle est divisée en plusieurs sous-unités spécialisées : administration personnelle, support à l'entraînement, services d'ingénierie, affaires publiques, police militaire, finances, langues officielles, développement du personnel et support du personnel.

## Unités opérationnelles et de soutien
Les principales unités opérationnelles et de soutien de la Base de soutien de la 3e Division du Canada Edmonton sont :
- Quartier général du Secteur de l'Ouest de la Force terrestre
- USS Edmonton
- USS Calgary
- USS Chilliwack
- 1er Bataillon des services
- 742e Escadron des transmissions
- Casernes de détention et prison militaire des FC
- 15e Compagnie de police militaire
- 1re Compagnie de police militaire de la garnison
- Quartier général du 1er Groupe-brigade mécanisé du Canada[19]
- Quartier général et escadron de transmissions
- 1er Bataillon, Princess Patricia's Canadian Light Infantry
- 3e Bataillon, Princess Patricia's Canadian Light Infantry
- Lord Strathcona's Horse (Royal Canadians)
- 1er Régiment du génie de combat[20]
- 1re Ambulance de campagne
- Quartier général du 39e Groupe-brigade du Canada

1er Groupe-brigade mécanisé du Canada.

- 5e Régiment d'artillerie de campagne, Artillerie royale du Canada
- 15e Régiment d'artillerie de campagne, Artillerie royale du Canada
- 6e Escadron du génie
- 44e Escadron du génie
- 12e Bataillon des services
- 12e Ambulance de campagne
- Quartier général du 41e Groupe-brigade du Canada
- 20e Régiment d'artillerie de campagne
- 15e Bataillon des services
- 14e Bataillon des services
- 8e régiment du génie
- 15e Compagnie médicale
- Dépôt de munitions des Forces canadiennes, Dundurn
- 1er Détachement de l'unité dentaire Edmonton
- 7e Dépôt d'approvisionnement des Forces canadiennes
- 408e Escadron tactique d'hélicoptères
- Quartier général du 74e Groupe des communications
- Groupe des services de santé des Forces canadiennes
- 7e Escadron de contrôle aérospatial
- 745e Escadron des communications

## Devise et symboles
La devise de la base de soutien de la 3e Division du Canada Edmonton est « To The North » traduit par « Vers le nord ».

## Faits économiques
Voici quelques facteurs économiques au sujet de la Base de soutien de la 3e Division du Canada Edmonton :
- Impact sur les dépenses locales :	333 137 000 $
- Dépenses locales (directes et indirectes) estimées : 499 106 000 $
- Emplois directs estimés : 5 694
- Emplois indirects estimés : 377

## Journal officiel
Le journal officiel de la Base de soutien de la 3e Division du Canada Edmonton est le Western Sentinel.

## Bibliothèque
Une bibliothèque située sur la base offre des services à toute la communauté militaire de la Base de soutien de la 3e Division du Canada Edmonton : livres, DVD et Blue-rays, internet...

## Équipe de commandement
L'Équipe de commandement de la Base de soutien de la 3e Division du Canada Edmonton est la suivante :
- Commandant: Colonel J.P.S. McKenzie[24]
- Sergent-major: Adjudant-chef W.J. Bantock, MMM, CD[25]